# Stephanorrhina princeps
Stephanorrhina princeps är en skalbaggsart som beskrevs av Charles Oberthür 1880. Stephanorrhina princeps ingår i släktet Stephanorrhina och familjen Cetoniidae.

## Underarter
Arten delas in i följande underarter:
- S. p. pygidiomaculata
- S. p. bamptoni